# 焦養直
焦 養直（しょう ようちょく、1238年 - 1310年）は、大元ウルスに仕えた漢人官僚の一人。字は無咎。博州堂邑県の出身。

## 生涯
焦養直は早くから才器ある人物として知られている。至元18年（1281年）に世祖クビライにより符宝郎が典瑞監と改められた。その後、推薦する者があって世祖に召し出され、その時の応対が優れていたため典瑞少監に任命された。至元24年（1287年）にナヤンの乱が勃発すると、世祖自ら率いる叛乱鎮圧軍に従軍している。至元28年（1291年）には邸宅を下賜され、以後世祖のそば近くに仕えて中国古代の帝王の治世を講義したという。
世祖が崩じて成宗テムルが即位した後、大徳元年（1297年）に成宗が柳林に滞在していた時、焦養直は『資治通鑑』を進講するよう命じられている。この時焦養直は酒及び鈔17,500貫を下賜され、大徳2年（1298年）にも金帯・象笏を下賜されている。大徳3年（1299年）に集賢侍講学士の地位に移り、大徳7年（1303年）には宮中で太子デイシュに仕えるよう命じられた。大徳8年（1304年）には南海を祀り、大徳9年（1305年）には集賢学士、大徳11年（1307年）には太子諭徳を歴任した。至大元年（1308年）には集賢大学士に任じられたが、老齢を理由に帰郷しそのまま亡くなった。息子には興国路総管府判官になった焦徳方がいる。